# Når du rør ved mig
"Når du rør ved mig" är den tredje singeln från den danska sångerskan Celina Ree och fungerar som den tredje singeln från hennes debutalbum Kortslutning.
Singeln gavs ut den 1 maj 2009 för digital nedladdning. Den låg totalt 25 veckor på den danska singellistan där den nådde femte plats som bäst. Den tillhörande musikvideon hade i januari 2013 fler än 1,1 miljoner visningar på Youtube.

## Spårlista
| 1. | Når du rør ved mig | 3:28 |

## Listplaceringar
| Lista   | Topplacering |
| ------- | ------------ |
| Danmark | 5            |